# ドント・ルック・アップ
『ドント・ルック・アップ』（原題：Don't Look Up）は、2021年のアメリカ合衆国のブラックコメディ映画。アダム・マッケイが脚本・共同製作・監督を務める本作では、ジェニファー・ローレンスとレオナルド・ディカプリオを中心としたアンサンブル・キャストが登場し、2人の天文学者が、地球を破壊する小惑星について人類に警告を発するためにメディア・ツアーを行う姿を描いている。本作は気候変動対策が進まない現実を寓話化している。
Hyperobject Industries社とBluegrass Films社が制作した本作は、Netflixで2021年12月24日から配信。それに先立つ12月10日から一部劇場で公開された。

## ストーリー
ミシガン州立大学の天文学博士課程に在籍するケイト・ディビアスキーは、すばる望遠鏡での観測により、木星軌道の内側、太陽から 4.6 au の距離にあるこれまで知られていなかった彗星を発見した。彼女の教授であるランドール・ミンディ博士は、この彗星は約6ヶ月後に地球に衝突し、惑星全体の絶滅を引き起こすのに十分な大きさであると計算し、NASAもこれを確認した。NASAの惑星防衛調整室長テディ・オグルソープ博士の案内で、ディビアスキーとミンディはホワイトハウスに調査結果を提出するが、ジャニー・オーリアン大統領とその息子で首席補佐官のジェイソンは無関心であった。

## キャスト
※括弧内は日本語吹替
- ランドール・ミンディ博士 - レオナルド・ディカプリオ（内田夕夜[4]）

ミシガン州立大の天文学教授。
- ケイト・ディビアスキー - ジェニファー・ローレンス（牛田裕子[4]）

ミシガン州立大学の天文学博士候補生である大学院生。地球に接近する彗星を最初に発見した。そのため、彗星は"ディビアスキー彗星"と名付けられた。
- ジャニー・オーリアン合衆国大統領 - メリル・ストリープ（高島雅羅[4]）
- ブリー・エヴァンティー - ケイト・ブランシェット（塩田朋子）

TV番組「the daily rip」の司会者。
- クレイトン・“テディ”・オグルソープ博士 - ロブ・モーガン（喜山茂雄）

ディビアスキーとミンディが世界に地球滅亡の危機を伝えるのを手助けする科学者。NASAの惑星防衛調整局局長。
- ジェイソン・オーリアン - ジョナ・ヒル（奈良徹）

オルレアン大統領の息子で、アメリカ合衆国大統領首席補佐官。
- ピーター・イッシャーウェル - マーク・ライランス（原康義）

バッシュ（BASH）社のCEO。人類史上三番目の大金持ちで、オルレアン大統領の超大口スポンサー。
- ジャック・ブレマー - タイラー・ペリー（白熊寛嗣）

TV番組「the daily rip」の司会者。
- ユール - ティモシー・シャラメ（入野自由）
- ベネディクト・ドラスク大佐 - ロン・パールマン（廣田行生）

彗星破壊の任に就く軍人。
- ライリー・ビーナ - アリアナ・グランデ（清水理沙）

TV番組「the daily rip」に出演するゲスト。超人気歌手。
- DJ Chello - キッド・カディ
- フィリップ - ヒメーシュ・パテル
- アドゥル・グレリオ - トメル・シスレー（峰晃弘）
- ジューン・ミンディ - メラニー・リンスキー（永田亮子）

ランドール博士の妻。
- スチュアート・テーマス - ポール・ギルフォイル（及川いぞう）

アメリカ空軍中将。
- ダン・ポーキティー - マイケル・チクリス

保守系論客。
- バッシュ・ナレーター - リーヴ・シュレイバー
- サラ・ベンダーマン - サラ・シルバーマン
- デヴィン・ピーターズ - クリス・エヴァンス（クレジットなし）

作中映画『万物破壊（Total Devastation）』の主演俳優。
- ジーナ・ガーション（出演シーンカット）
- マシュー・ペリー（出演シーンカット）

その他の声の出演：バトリ勝悟、佐々木拓真、丹羽正人、岡本幸輔、橋本信明、水神のりこ、唐戸俊太郎、猪澤悠成、佐々木祐介、松川裕輝、栗田樹、三重野帆貴、熊谷海麗、斎藤こず恵、國府咲月、中村綾、中村和正、桜岡あつこ

## 日本語版スタッフ
- スタジオ：ACクリエイト
- 演出：打越領一
- 翻訳：前田美由紀
- 調整：北浦祥子
- 録音：黄嘉晉
- 制作進行：宮野安由美
- 日本語字幕：稲田嵯裕里

## 製作

### 企画
2019年11月8日、パラマウント・ピクチャーズが本作を配給することが発表され、アダム・マッケイが自身のハイパーオブジェクト・インダストリーズのもと、脚本・監督・製作を担当することになった。2020年2月19日、Netflixがパラマウントから本作を買い取った。

### 脚本執筆
マッケイは、ローレンスのために特別にディビアスキー役を書いた。ディカプリオとアイデアを出し合い、脚本に手を加えて、最終的にディカプリオが契約するまでに4〜5ヶ月を費やした。

### キャスティング
2020年2月19日、ジェニファー・ローレンスの出演が決定した。同年5月12日、ケイト・ブランシェットが本作に参加したことが発表された。同年9月、ロブ・モーガンがキャストに加わった。同年10月、レオナルド・ディカプリオ、メリル・ストリープ、ジョナ・ヒル、ヒメーシュ・パテル、ティモシー・シャラメ、アリアナ・グランデ、スコット・メスカディ、マシュー・ペリー、トメル・シスレーが追加された。 同年11月、タイラー・ペリー、メラニー・リンスキー、ロン・パールマンがキャストに加わった。同年12月、クリス・エヴァンスがキャストに加わった。2021年2月、ジーナ・ガーション、マーク・ライランス、マイケル・チクリスがキャストに加わったことが明らかになった。5月にポール・ギルフォイルが発表された。

### 撮影
2020年2月19日、同年4月に主要撮影を開始することが発表されたが、COVID-19の大流行により撮影は延期された。2020年11月18日、マサチューセッツ州ボストンの様々な場所で撮影が開始された。映画の一部はニューヨークを舞台としているが、ボストンをニューヨークとして撮影している。マサチューセッツ州のブロックトン、フレイミングハム、ウェストボローの各都市でも撮影が行われた 。2021年2月18日、主要撮影が終了した。
2021年2月5日、ジェニファー・ローレンスは、あるシーンの撮影中に、制御されたガラスの爆発が失敗に終わったことで、軽傷を負った。

## 公開
2020年2月19日、Netflixが本作を2020年内に公開する予定であることが発表された。COVID-19の大流行の影響で、撮影と公開が延期され、現在は2021年12月24日に公開された。

## 評価
レビュー・アグリゲーターのRotten Tomatoesでは289件のレビューで支持率は55%、平均点は6.3/10、批評家の一致した見解は「『ドント・ルック・アップ』は、その散漫な辛辣表現が一貫性を持って着地するには目標が高すぎるが、アダム・マッケイの豪華スター共演による風刺劇は、集団否定のターゲットに真正面からぶつかっている。」となった。Metacriticでは52件のレビューを基に加重平均値が49/100となった。
気候変動の研究者や活動家は、本作が気候変動対策の進まない現実をよく表していると称賛した。